# Список померлих 2007 року
Це список значимих людей, що померли 2007 року, упорядкований за датою смерті. Під кожною датою перелік в алфавітному порядку за прізвищем або псевдонімом.
Смерті значимих тварин та інших біологічних форм життя також зазначаються тут.
Типовий запис містить інформацію в такій послідовності:
- Ім'я, вік, країна громадянства і рід занять (причина значимості), встановлена причина смерті і посилання.

Інструменти пошуку в новинах: google [Архівовано 31 грудня 2021 у Wayback Machine.], meta [Архівовано 11 вересня 2015 у Wayback Machine.], yandex.

## Грудень

### 27 грудня
- Беназір Бхутто, 54, пакистанський політик; вбивство.
- Єжи Кавалерович, 85, польський режисер і сценарист, посол до Сейму ПНР (1985–1989).

### 25 грудня
- Хелімський Євген Арнольдович, 57, російський лінгвіст (в останні роки свого життя працював у Німеччині), доктор філологічних наук (1988), професор.

### 23 грудня
- Оскар Пітерсон, 82, канадський джазовий піаніст.

## Листопад

### 22 листопада
- Моріс Бежар, 80, французький хореограф та реформатор балету.

### 12 листопада
- Айра Левін, 78, американський прозаїк, драматург і автор пісень, автор роману «Дитина Розмарі».

### 9 листопада
- Збарський Ілля Борисович, 94, російський біохімік, доктор біологічних наук.

### 2 листопада
- Моїсєєв Ігор Олександрович, 101, російський радянський артист балету, балетмейстер, хореограф, широко визнаний як найвизначніший хореограф народного танцю у XX столітті.

## Жовтень

### 15 жовтня
- Буслович Євген Леонідович, 35, український борець, срібний призер Олімпіади-2000 в Сіднеї.

### 5 жовтня
- Шульман Леонід Маркович, 70, видатний український та радянський астрофізик, публіцист та громадський діяч, спеціаліст з фізики комет.

### 3 жовтня
- Пабло Паласуело, 90, іспанський скульптор, лауреат Національної премії з пластичного мистецтва.

## Вересень

### 22 вересня
- Марсель Марсо, 84, французький актор і художник, мім (його мати Ганся походила з України, народилася у містечку Яблунові поблизу Коломиї).

### 20 вересня
- Кійськ Кальє Карлович, 81, естонський режисер, актор. Заслужений діяч мисецтв Естонської РСР (1965). Народний артист Естонії (1980).

### 18 вересня
- Грушин Борис Андрійович, 78, радянський і російський соціолог, організатор першого в СРСР Інституту громадської думки, керівник служби громадської думки «Vox populi».

### 11 вересня
- Джо Завінул, 75, австрійський та американський джазовий музикант.

### 9 вересня
- Кук Василь Степанович, 94, командувач Української повстанської армії з 1950 року (після загибелі Романа Шухевича).

### 6 вересня
- Паваротті Лучано, 71, італійський оперний співак.

### 3 вересня
- Стів Фоссетт, 63, американський мільярдер, авіатор, мореплавець, мандрівник.

## Серпень

### 29 серпня
- П'єр Мессмер, 91, французький політик, прем'єр-міністр Франції (1972—1974).

### 28 серпня
- Пуерта Перес Антоніо, 22, іспанський футболіст, гравець ФК «Севілья»; серцевий напад.

### 26 серпня
- Чорнобривий Микола Петрович, 88, доктор медичних наук, професор Вінницького національного медичного університету ім. М.Пирогова, Заслужений лікар України.

### 25 серпня
- Раймон Барр, 83, французький політик, прем'єр-міністр Франції (1976—1981).

### 22 серпня
- Яцек Хмельник, 54, польський актор і режисер театру та кіно.

### 18 серпня
- Прокопенко Віктор Євгенович, 62, футболіст, заслужений тренер України і Росії.

### 14 серпня
- Хрєнников Тихон Миколайович, 94, російський композитор і громадський діяч.

## Липень

### 30 липня
- Мікеланджело Антоніоні, 94, італійський кінорежисер, представник течії неореалізму.
- Інгмар Бергман, 89, шведський режисер театру й кіно, сценарист, письменник, один з головних творців авторського кіно 20-го сторіччя.

### 16 липня
- Кононов Михайло Іванович, 67, радянський і російський актор театру і кіно, заслужений артист РРФСР (1989), Народний артист Росії (2000).
- Левченко Сергій Миколайович, 26, український футболіст, нападник; автокатастрофа.

### 6 липня
- Попович Євген Оксентович, 77, український перекладач.

## Червень

### 25 червня
- Пономаренко Віктор Михайлович, 57, український хірург, учений у галузі соціальної медицини та організації охорони здоров'я, доктор медичних наук (з 1995 року), професор (з 1997 року).

## Травень

### 29 травня
- Попков Володимир Михайлович, 65, радянський і український кінорежисер, сценарист, актор. Заслужений діяч мистецтв України (2001).

### 16 травня
- Лаврова Тетяна Євгенівна, 68, радянська і російська актриса театру і кіно, Заслужена артистка РРФСР (1974), Народна артистка РРФСР (1988).

## Квітень

### 27 квітня
- Лавров Кирило Юрійович, 81, російський актор театру та кіно, народний артист РРФСР (1970), народний артист СРСР (1972).
- Ростропович Мстислав Леопольдович, 80, російський віолончеліст, диригент, народний артист СРСР (1966).

### 23 квітня
- Єльцин Борис Миколайович, 76, російський політичний та державний діяч, президент Російської Радянської Федеративної Соціалістичної Республіки (РРФСР) у 1991, Перший президент Російської Федерації (1991—1999).

### 19 квітня
- Жан-П'єр Кассель, 74, французький кіноактор.

### 16 квітня
- Лівіу Лібреску, 76, румунський, ізраїльський і американський математик, фахівець в області аеродинаміки, професор факультету технічних наук і механіки Вірджинського політехнічного інституту; став однією з 32 жертв студента Чо Син Хі.
- Чо Син Хі, 23, корейський студент і вбивця 32 студентів в Політехнічному університеті штату Вірджинія, США.

### 12 квітня
- Силин Олесь Опанасович, 93, український архітектор, Заслужений архітектор України та Заслужений працівник культури України.

### 11 квітня
- Курт Воннеґут, 84, американський письменник-фантаст.

## Березень

### 27 березня
- Курочкін Максим Борисович, 37, російський бізнесмен.

### 26 березня
- Ульянов Михайло Олександрович, 79, російський актор, Народний артист СРСР (1969).

### 25 березня
- Носова Тамара Макарівна, 79, радянська і російська актриса театру і кіно. Заслужена артистка Росії (1968). Народна артистка Росії (1992).

## Лютий

### 28 лютого
- Комеч Олексій Ілліч, 70, доктор мистецтвознавства, директор Державного інституту мистецтвознавства в Москві.

### 24 лютого
- Умеров Ервін Османович, 68, кримськотатарський письменник, журналіст та перекладач.

### 23 лютого
- Корольков Геннадій Анатолійович, 65, російський актор. Заслужений артист Росії (1980).
- Віл Маслов, 99, американсько-єврейський громадський діяч. Президент Американського єврейського конгресу (1960–1972).

### 22 лютого
- Хрущов Микита Сергійович, 47, (нар. 3 жовтня 1959), радянський та російський журналіст («Московські новини»), онук 1-го секретаря ЦК КПРС та голови Радянського уряду Микити Хрущова, син Сергія Хрущова. [Архівовано 17 листопада 2015 у Wayback Machine.] [Архівовано 12 березня 2017 у Wayback Machine.]

### 4 лютого
- Кормільцев Ілля Валерійович, 47, радянський та російський поет, перекладач, публіцист, музичний та літературний критик; автор текстів пісень російського гурту «Наутилус Помпилиус».

### 2 лютого
- Стогній Анатолій Олександрович, 74, український вчений, доктор фізико-математичних наук, професор.

### 1 лютого
- Джанкарло Менотті, 95, американський композитор і лібретист італійського походження.

## Січень

### 31 січня
- Мисниченко Віктор Іванович, 88, радянський військовий льотчик, Герой Радянського Союзу (1945), у роки німецько-радянської війни штурман ескадрильї 96-го окремого коректувального розвідувального авіаційного полку 17-ї повітряної армії 3-го Українського фронту, капітан.

### 30 січня
- Сідні Шелдон, 89, американський письменник, лауреат премії «Оскар».

### 29 січня
- Русанівський Віталій Макарович, 75, український науковець, мовознавець, професор, доктор філологічних наук, академік НАН України.

### 28 січня
- Карел Свобода, 68, чеський композитор; самогубство.

### 26 січня
- Коржиков Віталій Титович, 75, російський радянський дитячий письменник, син Тита Коржикова.

### 24 січня
- Кристина Фельдман, 90, польська акторка театру та кіно.

### 23 січня
- Ришард Капусцінський, 74, польський репортер, публіцист, поет та фотограф.
- Тетяна Мамакі, 85—86, грецька балерина та хореограф.

### 22 січня
- Кац Арнольд Михайлович, 82, російський диригент, заслужений діяч мистецтв РРФСР (1970), народний артист СРСР (1988).

### 21 січня
- Ворончук Андрій Якович, 91, радянський офіцер, Герой Радянського Союзу, в роки радянсько-німецької війни командир батареї 236-го стрілецького полку 106-ї стрілецької дивізії 65-ї армії Центрального фронту, лейтенант.

### 19 січня
- Грант Дінк, 52, турецько-вірменський журналіст, колумніст, головний редактор турецько-вірменської газети «Агос», один з лідерів вірменської діаспори в Туреччині; був убитий турецьким націоналістом.

### 17 січня
- Арт Бухвальд, 81, американський журналіст, фейлетоніст, письменник.
- Кушнарьов Євген Петрович, 55, український політик, народний депутат України, 1-й Міський голова Харкова (1990 — 1996), голова Харківської обласної державної адміністрації (2000–2004).

### 13 січня
- Бугаєв Борис Павлович, 83, український радянський державний і військовий діяч, міністр цивільної авіації СРСР, Головний маршал авіації, заслужений пілот СРСР.

### 11 січня
- Роберт Антон Вілсон, 74, американський письменник, філософ, есеїст, драматург, дослідник теорії змови.

### 10 січня
- Карло Понті, 94, італійський кінопродюсер. [Архівовано 20 лютого 2017 у Wayback Machine.]

### 8 січня
- Осипов Валентин Маркович, 84, радянський військовик, генерал-майор (1963).

### 5 січня
- Андо Момофуку, 96, японський винахідник локшини швидкого приготування і супу з неї.

### 2 січня
- Захарченко Вадим Вікторович, 77, радянський і російський кіноактор; інсульт.